# Дейв Китсън
Дейвид Бари Китсън (на английски: David Barry 'Dave' Kitson), по-известен като Дейв Китсън, е английски професионален футболист, централен нападател. Той играе във ФК Портсмут.